# Vinnie Johnson (hudebník)
Vinnie Johnson nebo také Vinton Johnson (1937 Boston, Massachusetts, USA – 2. června 2012) byl americký jazzový bubeník. Spolupracoval například s Emilem Viklickým, se kterým nahrál alba Okno / Window (1981) a Dveře / Door (1985). Na těchto albech hrál i Bill Frisell, se kterým Johnson hrál rovněž na albu Good Buddies (1978). Rovněž hrál na albech Serious Fun (1989) a My Way (1990) Lestera Bowieho.